# L'Année des méduses
L'Année des méduses je francouzský hraný film z roku 1984, který režíroval Christopher Frank podle vlastního románu.

## Děj
Chris je 18letá dívka z bohatých poměrů, která tráví dovolenou v Saint-Tropez se svou matkou, zatímco její otec zůstává z pracovních důvodů v Paříži. Chris je krásná a smyslná, bez skrupulí a skromnosti. Přes den leží na pláži, často nahoře bez, a večer je buď na diskotéce, nebo v kasinu a vyhledává vztahy na jednu noc. Ráda intrikuje, aby rozsévala neshody mezi páry.
Propadne však kouzlu Romaina, dandyho, který bohatým jachtařům dohazuje naivní mladé turistky. Chris se ho marně snaží svést, Romain má oči jen pro její matku. Chris začne žárlit, nechce být odmítnuta a ve své vlastní matce vidí rivala. Jednoho ji během plavání požahá medúza, což pro ni nepředstavuje nebezpečí. Medúz je toho roku mnoho a Chris se posléze dozví, že Romain je alergický na bodnutí medúzou. Rozhodne se využít tohoto jevu k pomstě za urážku, kterou ji Romain podle ní způsobil.

## Obsazení
| Bernard Giraudeau | Romain Kalides   |
| Valérie Kaprisky  | Chris Rivaut     |
| Caroline Cellier  | Claude Rivaut    |
| Jacques Perrin    | Vic Lamotte      |
| Béatrice Agenin   | Marianne Lamotte |
| Barbara Nielsen   | Barbara          |
| David Jalil       | Jean-Paul        |
| Philippe Lemaire  | Lamotte          |
| Pierre Vaneck     | Pierre Rivaut    |
| Jean-Paul Dubarry | Guttaz           |
| Betty Assenza     | Dorothée         |
| Charlotte Kady    | Miriam           |
| Gill Matt         | Aldo             |
| Antoine Nikola    | Peter            |

## Ocenění
- César pro nejlepší herečku ve vedlejší roli (Caroline Cellier).